# Боликхамсай

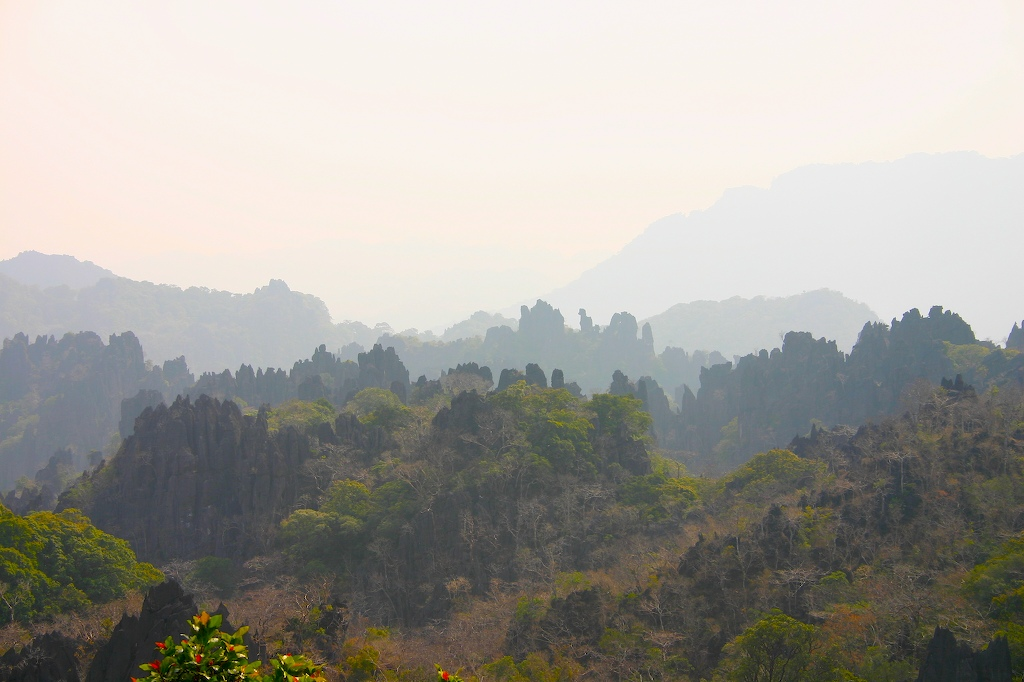
Карстовые скальные образования в провинции Боликхамсай

Боликха́мсай (лаос. ບໍລິຄໍາໄຊ) — провинция (кхвенг) в центральной части Лаоса, граничит с Вьетнамом по горам Чыонгшон.
Провинция образована в 1983 году из частей провинций Вьентьян и Кхаммуан.

## Административное деление
Провинция разделена на следующие районы:
1. Боликханх (11-04)
2. Кхамкхеутх (11-05)
3. Паккадинг (11-03)
4. Паксан (11-01)
5. Тхапхабатх (11-02)
6. Вьенгтхонг (11-06)